# Macropharyngodon ornatus
Macropharyngodon ornatus és una espècie de peix de la família dels làbrids i de l'ordre dels perciformes.

## Morfologia
Els mascles poden assolir els 13 cm de longitud total.

## Distribució geogràfica
Es troba a Sri Lanka, l'oest d'Austràlia, Indonèsia i Nova Guinea.